# New South Wales Blues
Die New South Wales Blues sind das Auswahlteam der New South Wales Rugby League in der jährlich ausgetragenen State-of-Origin-Serie, einem der größten Sportevents Australiens. Dabei treten die besten Spieler, die ihre Rugby-League-Karriere in New South Wales begannen, gegen die Queensland Maroons an. Ursprünglich absolvierten die Blues auch internationale Test Matches gegen Nationalmannschaften anderer Länder. Seine Heimspiele trägt das Team im ANZ Stadium in Sydney aus.

## Geschichte
Die Rugby-League-Auswahl von New South Wales absolvierte ihr erstes Spiel im Jahr 1907 und unterlag der Nationalmannschaft Neuseelands dabei mit 8:12. Das Team trat fortan des Öfteren gegen die Kiwis oder Nationalmannschaften aus Europa an, die in Australasien auf Tour waren. 1908 fand die erste Serie gegen eine Auswahlmannschaft der Queensland Rugby League statt, welche die Blues mit drei zu null Siegen für sich entscheiden konnten. Abgesehen von einer kurzen Erfolgsperiode der Maroons in den 1920er Jahren dominierte New South Wales das Duell der beiden australischen Bundesstaaten. 1956 brachte die Legalisierung von Spielautomaten in Sydney den Vereinen der New South Wales Rugby League Premiership eine neue Einnahmequelle, und immer mehr erfolgreiche Spieler aus Queensland zogen nun wegen der besseren finanziellen Perspektive nach Süden. Da die Auswahlteams damals noch nicht nach Herkunft, sondern nach Vereinszugehörigkeit zusammengestellt wurden, dominierte New South Wales fortan noch stärker und die Duelle der Blues und Maroons büßten immer mehr an Attraktivität ein.
Mit der Einführung von State of Origin im Jahr 1980 änderte sich dies schlagartig. Die Spieler traten nun nicht mehr für den Staat an, dem ihr Verein entstammte, sondern für jenen, in dem sie zum ersten Mal Rugby League gespielt hatten. Dadurch verlor New South Wales seine Vormachtstellung gegenüber Queensland, und erst 1985 konnten die Blues ihre erste State of Origin-Serie gewinnen. Insgesamt gewann Queensland bisher 23, New South Wales lediglich 13 Serien. Zwischen 2006 und 2013 waren die Blues gar acht Mal in Folge unterlegen. Am 8. Juli 2015 kassierte New South Wales mit 6:52 die höchste Niederlage in der Geschichte von State of Origin.

## Individuelle Rekorde
Stand: 2013
- Meiste Spiele: 31, Brad Fittler (1990–2004)
- Meiste Spiele als Kapitän – 15, Danny Buderus (2004–2008)
- Meiste Versuche: 11, Michael O’Connor (1985–1991)
- Meiste Punkte: 129, Michael O’Connor (1985–1991)
- Meiste Spiele in Folge: 21, Danny Buderus (2002–2008)

## Trainer
| Name             | Jahre            |
| ---------------- | ---------------- |
| Ted Glossop      | 1980–81, 1983    |
| Frank Stanton    | 1982, 1984       |
| Terry Fearnley   | 1985             |
| Ron Willey       | 1986–87          |
| John Peard       | 1988             |
| Jack Gibson      | 1989–90          |
| Tim Sheens       | 1991             |
| Phil Gould       | 1992–96, 2002–04 |
| Tommy Raudonikis | 1997–98          |
| Wayne Pearce     | 1999–2001        |
| Ricky Stuart     | 2005, 2011–12    |
| Graham Murray    | 2006–07          |
| Craig Bellamy    | 2008–10          |
| Laurie Daley     | 2013–            |